# 波马尔德瓦尔迪维亚
波马尔德瓦尔迪维亚，是西班牙卡斯蒂利亚-莱昂帕伦西亚省的一个市镇。 总面积80平方公里，总人口532人（2001年），人口密度7人/平方公里。